# Amtsgericht Ebern
Das Amtsgericht Ebern war ein von 1879 bis 1973 bestehendes bayerisches Gericht der ordentlichen Gerichtsbarkeit mit Sitz im unterfränkischen Ebern, bestand aber bis 2005 als Zweigstelle des Amtsgerichts in Haßfurt weiter. 

## Geschichte
Im Jahre 1804 wurde im Verlauf der Verwaltungsneugliederung Bayerns das Landgericht Ebern errichtet. Von 1806 bis 1814 war es zwischenzeitlich ein Landgericht im Großherzogtum Würzburg. Mit Inkrafttreten des Gerichtsverfassungsgesetzes am 1. Oktober 1879 errichtete man in Ebern ein Amtsgericht, dessen Sprengel sich aus den Gemeinden des bisherigen Landgerichtsbezirks zusammensetzte. Übergeordnete Instanzen waren das Landgericht Bamberg und das Oberlandesgericht Bamberg.
Mit Wirkung vom 1. Januar 1932 wurde das Amtsgericht Baunach aufhoben und dessen Bezirk mit dem Bezirk des Amtsgerichts Ebern vereinigt. Mit Wirkung zum 1. Juli 1973 wurde das Amtsgericht Ebern aufgehoben, das Amtsgericht blieb aber zum bis 1. August 2005 als Zweigstelle des Amtsgerichts in Haßfurt bestehen.